# Гексабромоплатинат(IV) водорода
Гексабромоплатинат(IV) водорода — неорганическое соединение,
комплексный бромид металла платины
с формулой H2[PtBr6],
кристаллы,
хорошо растворяется в воде,
образует кристаллогидраты.

## Получение
- Растворение платины в горячей концентрированной бромистоводородной кислоте с пропусканием через неё брома [1]:

{\displaystyle {\mathsf {Pt+2HBr+2Br_{2}\ {\xrightarrow {}}\ H_{2}[PtBr_{6}]}}}

## Физические свойства
ГексаБромоплатинат(IV) водорода образует кристаллы.
Образует кристаллогидрат состава H2[PtBr6]•9H2O — красные кристаллы, которые разлагаются при 100°С.
Хорошо растворим в воде, этаноле, диэтиловом эфире, хлороформе.

## Химические свойства
- Реагирует с разбавленными щелочами:

{\displaystyle {\mathsf {H_{2}[PtBr_{6}]+2NaOH\ {\xrightarrow {}}\ Na_{2}[PtBr_{6}]+2H_{2}O}}}
- Разлагается при нагревании:

{\displaystyle {\mathsf {H_{2}[PtBr_{6}]\ {\xrightarrow {180^{o}C}}\ PtBr_{4}+2HBr}}}
{\displaystyle {\mathsf {H_{2}[PtBr_{6}]\ {\xrightarrow {180^{o}C}}\ PtBr_{2}+2HBr+Br_{2}}}}